# Brandscheid J. Vilmos
Brandscheid J. Vilmos (18. század – 19. század), Johann Wilhelm Brandscheid költő
Pesten élt, alkalmi költeményeit német nyelven írta.

## Munkái
- Tempus et fortuna fallunt. Eine Neu-Jahrs Localschrift zum Vergnügen der Bewohner der beyden Freystädte Ofen und Pest. Buda, 1799
- Kriegslied und Feldmarche bei gegenwärtiger Insurrection. Buda, 1800
- Abschied des Alten und Eintritt des Neuen Jahres 1801. Pest, é. n.
- Der Tempel des Friedens. Buda, 1801
- Traurige Schilderung vor dem castrum doloris Ihro Kais. Hoheit der hochseligen Grossfürstin Erzherzogin von Oesterreich und Ihro k. Hoheit des Prinzen Joseph des Königreich Ungarn Reichs-Palatins verewigte Gemahlin. Buda, 1801
- Ein Neujahrs-Päsent für Ofen und Pest. Buda, 1802
- Eine neue Frühlings-Arie. Pest, 1802
- Neujahrs-Gabe für beide königl. Freystädte Ofen und Pest. Pest, 1803
- Die erste Frühlingsblume das Veilchen. Pest, é. n.